# Fritz Dühring
Fritz Julius Paul Dühring (* 9. Januar 1883 in Dresden; † 24. Juli 1954 ebenda) war ein deutscher Pädagoge und Physiker.

## Leben und Wirken
Er war der Sohn des Dresdner Kaufmanns und Lithographen Franz Julius Dühring und dessen Ehefrau Auguste Pauline Louise Dühring, geborene Oehme. Nach dem Schulbesuch (u. a. am Kgl. Dom-Gymnasium zu Halberstadt und Gymnasium zum heiligen Kreuz Dresden) besuchte er das Polytechnikum in Dresden und nahm danach eine Ausbildung zum Lehrer auf. In seiner Zeit am Polytechnikum wurde er im April 1903 auf dem Bahnhof im österreichischen Bodenbach unter dem Verdacht der Spionage kurzzeitig verhaftet.
Er spezialisierte sich auf Physik mit technischen Anwendungen und das Schulwesen in den USA, worüber er auch publizierte. Er wurde zum Oberstudienrat und später zum Studiendirektor ernannt. In der Zeit des Nationalsozialismus wurde er Abteilungsleiter am Praktisch-pädagogischen Seminar der Universität Leipzig. Bekannt wurde er vor allem als Bearbeiter des Lehrbuchs der Physik, das in zahlreichen Auslagen für die höheren Schulen im Deutschen Reich erschien.

## Schriften (Auswahl)
- Völkisches Spiel. E. Kabisch, Langensalza [1924].
- Bilder zur Kulturkunde der Vereinigten Staaten von Amerika. Seemanns Lichtbildanstalt, Leipzig 1931.
- (Bearb.): Lehrbuch der Physik. 14. Aufl., Oldenbourg, Berlin, München 1933.